# Mary-Anne
Le Mary-Anne (ou S/S Mary Anne) est un trois-mâts goélette moderne, à coque acier, construit en 1997 en Pologne.

## Caractéristiques
D'une masse de 480 t, il mesure 65,85 m pour un tirant d'eau de 4,4m. Il s'agit d'un trois-mâts goélette : le mât d'artimon et le grand-mât de 34 m de haut sont équipés de voiles auriques, le mât de misaine est équipé de voiles carrées. Les 16 voiles formant 920 m2 de surface permet d'atteindre 7,3 noeuds en croisière avec une vitesse maximale de 12 noeuds.
Un moteur auxiliaire diesel DEUTZ de 660 chevaux, complete l'équipement du navire.
Il possède 19 cabines pour une capacité de 32 passagers (jusqu'à 50 personnes) en croisière et 12 membres d'équipage.

## Historique
Basé sur les modeles des clippers, le Mary-Anne (ou S/S Mary Anne) a été construit entre 1995 et 1997 à Radunia en Pologne. Ce voilier à trois ponts, appartient à la société allemande Segelschiff Mary-Anne. Il est destiné pour des stages et à des croisières en mer.

## Navigation
Il participe à l'Armada du siècle en 1999 et à l'Armada de Rouen en 2019.